# Вартанян, Генрих Сенекеримович
Ге́нрих Сенекери́мович Вартаня́н (род. 16 декабря 1934, г. Тбилиси) — советский и российский гидрогеолог, доктор геолого-минералогических наук, профессор. Директор ВСЕГИНГЕО (1983—2003), Заслуженный деятель науки и техники России.

## Биография
Родился 16 декабря 1934 года в г. Тбилиси. 
В 1958 году окончил МГУ и оставлен на кафедре гидрогеологии МГУ. В 1958—1959 годах — младший научный сотрудник кафедры гидрогеологии МГУ.
1959—1963 — начальник разведочной партии геологоразведочной организации "Геоминвод".
С 1965 по 1983 годы — научный сотрудник, заведующий лабораторией, заместитель директора по научной работе ВСЕГИНГЕО.
В 1965 году защитил в МГУ диссертацию на соискание ученой степени кандидата геолого-минералогических наук на тему "Условия разгрузки глубинных минеральных вод по разрывным дислокациям в трещиноватых массивах (на примере месторождений углекислых минеральных вод Шиванда — Читинская область и Шмаковка — Приморский край)".
В 1974 году защитил во ВСЕГИНГЕО диссертацию на соискание ученой степени доктора геолого-минералогических наук на тему "Геолого-структурные условия формирования месторождений углекислых вод горно-складчатых регионов и особенности их гидрогеологического изучения".
С 1983 по 2003 годы — директор ВСЕГИНГЕО.
Профессор Московского геологоразведочного института .

## Научная деятельность
Автор научного открытия (Гидрогеологический эффект Вартаняна-Куликова, «Гидро-Гео-Деформационное поле Земли», 1982), а также более 200 публикаций, в том числе 12 монографий.
Выявил новый тип месторождений подземных вод — гидроинжекционный, разработал методы их разведки и оценки запасов.
Создал новую научную дисциплину — "Региональная гидрогеодеформатика".
Первооткрыватель "гидрогеологического эффекта Вартаняна-Куликова" (1982), на основе которого создана уникальная в стране система мониторинга гидрогеодеформационного (ГГД) поля Земли, используемая для прогнозирования сильных сейсмических событий. 
Разработал флюидо-физическую модель Земли (1999, 2000) и концепцию "Эндодренажной системы Земли".

## Общественная деятельность
Председатель Отделения экогеологии, гидрогеологии, инженерной геологии, геокриологии РАЕН, Член Президиума РАЕН, Вице-Президент РАЕН.
Член редколлегии журналов «Бюллетень МОИП» (1967—1975), Аррliеd Нydrоgеоlоgy, Hydrogeology Journal (1985—1996), «Минеральные ресурсы России», «Отечественная геология», «Разведка и охрана недр».

## Признание, награды
- Заслуженный деятель науки и техники Российской Федерации (30 января 1995) — за заслуги в научной деятельности
- Почетный разведчик недр;
- Действительный член Нью-Йоркской Академии наук;
- Член Американского института гидрологии;
- Действительный член РАЕН (1990);
- Член руководства Международной комиссии по геоэкологии.

## Семья
Отец — Сенекерим Аветикович Вартанян, мать — Анаида Аркадьевна, супруга — Елизавета Васильевна Сигаева, дочери — Анаида Захарова-Вартанян и Гиане.